# ITホワイトボックス
『ITホワイトボックス』（アイティ- ）は、NHK Eテレで2009年4月2日から放送された情報技術（IT）をテーマにした教養番組である。 2010年4月1日より放送された『ITホワイトボックスII』と2011年4月3日より放送された第3シリーズについても本項にて記述する。

## 概要
日々進化するIT技術は人々の日常生活に不可欠なインフラとなっているが、その内容や仕組みはあまり知られておらず、多くの人にとってブラックボックスである。当番組は難解なIT技術を一般人にも分かりやすく解き明かし、「ホワイトボックス」化することを目的とした教養番組である。毎回テーマと3つのキーワードを設け、専門家を講師に招いて、パーソナリティと講師がフランクにトークをしながら仕組みや技術内容を解説する。VTR取材した内容や資料映像などを適宜盛り込むほか、番組初期には「森下千里のITな人びと」と称して、IT技術者やブロガー等のITに関わる人々を取り上げるコーナーもあった。2009年秋からは「ITな人びと」をカット、新コーナー「ITWB+」を挿入して再放送された。
2010年4月1日からは新シリーズ『ITホワイトボックスII』が放送を開始した。同年9月23日に本放送の最終回を迎え、同年10月から再放送が開始した。2011年4月3日からは3年目の新シリーズが放送を開始したが、番組名は『ITホワイトボックスIII』ではなく『ITホワイトボックス』になった。2012年4月に放送が終了した。

## 出演
- パーソナリティ：森下千里（2009年 - ）
- 進行：高市佳明（NHKアナウンサー、2009年 - ）
- ナレーター
  - 宮本愛子（同上、2009年度 - 2010年度）
  - 安部みちこ（同上、2011年4月 - 7月）
  - 北郷三穂子（同上、2011年7月以降）

## 講師・解説
以下、ITホワイトボックス（第1シリーズ）を2009年、ITホワイトボックスIIを2010年、ITホワイトボックス（第3シリーズ）を2011年と表記する。
- 村井純（慶應義塾大学 環境情報学部 教授）
  - 2009年-第1,2,11,12回／2010年-第1,2,3,4回／2011年-第20回
- 渡部章（独立行政法人情報処理推進機構 情報セキュリティ関連事業 審議委員）
  - 2009年-第3,4回／2010年-第13,14回／2011年-第23回
- 高野明彦（国立情報学研究所 教授）
  - 2009年-第5,6回
- 遠藤諭（アスキー総合研究所 所長）
  - 2009年-第7,8回／2010年-第11,12,24回／2011年-第8回,24回
- 浅見徹（東京大学大学院 情報理工学系研究科 教授）
  - 2009年-第9,10回
- 安田浩（東京電機大学 教授）
  - 2009年-第13,14回／2010年-第9,10回
- 夏野剛（慶應義塾大学 政策・メディア研究科 特別招聘教授）
  - 2009年-第15,16回／2010年-第5,6,7,8回／2011年-第6回,13回
- 古川享（慶應義塾大学 デジタルメディア・コンテンツ統合研究機構 教授）
  - 2009年-第17,18回
- 増井俊之（慶應義塾大学 環境情報学部 教授）
  - 2009年-第19回／2011年-第11回
- 横田治夫（東京工業大学大学院 情報理工学研究科 教授）
  - 2009年-第20回
- 松本勉（横浜国立大学大学院 環境情報研究院 教授）
  - 2010年-第15回
- 岡村久道（弁護士、国立情報学研究所 客員教授）
  - 2010年-第16回
- 林信行（ITジャーナリスト、ITコンサルタント）
  - 2010年-第17回
- 佐藤真一（国立情報学研究所 コンテンツ科学研究系 教授）
  - 2010年-第18回
- 國領二郎（慶應義塾大学 総合政策学部長、経営学博士）
  - 2010年-第19回
- 後藤滋樹（早稲田大学大学院 基幹理工学研究科 教授）
  - 2010年-第20回／2011年-第2回
- 根来龍之（早稲田大学 IT戦略研究所 所長／大学院商学研究科 教授）
  - 2010年-第21,22回／2011年-第5回,15回,16回,24回
- 古明地正俊（野村総合研究所 情報技術本部 上級研究員）
  - 2010年-第23回
- 岡嶋裕史（関東学院大学 経済学部 准教授）
  - 2011年-第1回
- 遠藤雅伸（日本デジタルゲーム学会理事）
  - 2011年-第3回
- 菊池隆裕（日経コミュニケーション 副編集長）
  - 2011年-第4回
- 澤智博（帝京大学医学部附属病院 本部情報システム部長）
  - 2011年-第7回
- 城田真琴（野村総合研究所 情報技術本部 上級研究員）
  - 2011年-第9回
- 石井裕（MITメディアラボ副所長）
  - 2011年-第12回
- 小林弘人（東京大学大学院 情報学環 非常勤講師）
  - 2011年-第14回
- 中里大輔（早稲田大学大学院 ファイナンス研究科 教授）
  - 2011年-第17回
- 杉浦孝明（三菱総合研究所 社会システム研究本部 主席研究員）
  - 2011年-第18回
- 西垣通（東京大学大学院 情報学環 教授）
  - 2011年-第19回
- 柴崎亮介（東京大学 空間情報科学研究センター 教授）
  - 2011年-第21回
- 中村伊知哉（慶応義塾大学大学院 メディアデザイン研究科 教授）
  - 2011年-第22回

## 放送日
- 2009年、2010年
  - 毎週木曜日23時30分 - 23時54分（再放送：毎週日曜日14時 - 14時24分）
  - BS2でも毎週土曜日5時から放送している。
  - 『ITホワイトボックス・選』としてアンコール放送が行われることもある。
- 2011年
  - 毎週日曜日23時30分 - 23時54分（再放送：翌週日曜日14時 - 14時24分）

## 放送リスト
※放送日は、教育テレビの本放送の放送日。

### ITホワイトボックス
| #  | テーマ                                             | キーワード                                 | 放送日        |
| -- | -------------------------------------------------- | ------------------------------------------ | ------------- |
| 1  | メールはなぜ正しく届くの？                         | SMTP、@、RFC                               | 2009年4月2日  |
| 2  | メールアドレスの秘密                               | IPアドレス、.jp、root                      | 2009年4月9日  |
| 3  | メールは盗み見られないのか？                       | 暗号化、公開鍵暗号、クラック               | 2009年4月16日 |
| 4  | 迷惑メールがたくさん来るのはなぜ？                 | ボット、フィルタリング、リテラシー         | 2009年4月23日 |
| 5  | Web検索はなぜ速いのか？                            | クローラ、ページランク、パーソナルリサーチ | 2009年5月7日  |
| 6  | 動画配信の秘密                                     | 動画圧縮、CDN、オンデマンド                | 2009年5月14日 |
| 7  | ブログはなぜ流行しているの？                       | CSS 、RSS、トラックバック                  | 2009年5月21日 |
| 8  | ネットショッピングとどうつきあえばいいの？         | SSL、レコメンド、ロングテール              | 2009年5月28日 |
| 9  | インターネットのデータはどこを通ってくるの？       | ケーブルシップ、ネットワーク、光ファイバー | 2009年6月4日  |
| 10 | 無線でインターネットにつながるのはどうして？       | 無線LAN、セキュリティ、デジタルデバイド    | 2009年6月11日 |
| 11 | インターネットはなぜ話し中にならないの？           | パケット、TCP/IP、分散型ネットワーク       | 2009年6月18日 |
| 12 | 情報の通り道はどうやって決まるの？                 | ルーティング、ルーター、冗長性             | 2009年6月25日 |
| 13 | 携帯電話が移動してもつながるのはなぜ？             | ハンドオーバー、CDMA、移動体通信           | 2009年7月2日  |
| 14 | どうしてケータイでインターネットができるの？       | デジタル変換、プッシュ型メール、LTE        | 2009年7月9日  |
| 15 | ケータイはどうしてここまで小型化できたの？         | システムLSI、リチウムイオン電池、燃料電池  | 2009年7月16日 |
| 16 | ケータイはなぜこんなに多機能になったの？           | ケータイOS、RFID、ユビキタス               | 2009年7月23日 |
| 17 | OSがないと何が困るの？                             | メモリー管理、仮想メモリー、WebOS          | 2009年7月30日 |
| 18 | コンピューターの処理速度の秘密                     | クロック、データバス、マルチコア           | 2009年8月6日  |
| 19 | プログラムを知らなくてもパソコンが使えるのはなぜ？ | GUI、USB、ユニバーサルデザイン             | 2009年8月13日 |
| 20 | パソコンはどうやってデータを記憶しているの？       | HDD、フラッシュメモリー、ペタバイト        | 2009年8月20日 |

### ITホワイトボックスII
| #  | テーマ                                         | キーワード                                               | 放送日        |
| -- | ---------------------------------------------- | -------------------------------------------------------- | ------------- |
| 1  | クラウドコンピューティングとは？               | クラウド、プラットフォーム、分散処理                     | 2010年4月1日  |
| 2  | IPアドレスが足りなくなるって本当？             | ICANN、NAT、IPv6                                         | 2010年4月8日  |
| 3  | ブラウザーが変わってきてるって本当？           | WWW、ウェブスクリプト、ネットブック                      | 2010年4月15日 |
| 4  | 切れると困る！？インターネット安定化の秘密     | ベストエフォート、IEEE802.3、オーバーレイ                | 2010年4月22日 |
| 5  | スマートフォンはこれまでの携帯と何が違う？     | インターネット端末、汎用OS、アプリストア                 | 2010年5月6日  |
| 6  | 進化する文字入力                               | 予測変換、タッチパネル、音声認識                         | 2010年5月13日 |
| 7  | ケータイで映像が見られるようになったのはなぜ？ | 写真メール、液晶ディスプレイ、ストリーミング             | 2010年5月20日 |
| 8  | AR 拡張現実って知ってる？                      | AR、GPS、UGM                                             | 2010年5月27日 |
| 9  | デジタルオーディオ‘小さくてもキレイな音’の秘密 | サンプリング、圧縮、DRM                                  | 2010年6月3日  |
| 10 | デジタルカメラ 簡単・キレイのスゴイ技          | イメージセンサー、JPEG、顔検出                           | 2010年6月10日 |
| 11 | ここまできた！最新デジタルテレビ               | テレビ液晶、DSP、3Dテレビ                                | 2010年6月17日 |
| 12 | 家電からネットまで 影の主役 OS リナックス      | リナックス、フリー、コミュニティー                       | 2010年6月24日 |
| 13 | 脅威！ガンブラーウイルスの正体                 | ガンブラーウイルス、ゼロデイ、ソーシャルエンジニアリング | 2010年7月1日  |
| 14 | 大規模化するネット攻撃の秘密                   | DDOS攻撃、SQLインジェクション、WAF                       | 2010年7月8日  |
| 15 | パスワードはなぜ必要なの？                     | オープンID、マニューシャマッチング、行動認証             | 2010年7月15日 |
| 16 | サイバー犯罪ってどう取り締まる？               | 不正アクセス、デジタル・フォレンジック、ブロッキング     | 2010年7月22日 |
| 17 | 世界中で大人気！SNSの魅力とは？                | SNS、ソーシャルアプリ、六次の隔たり                      | 2010年8月5日  |
| 18 | 検索の未来はどうなるの？                       | リアルタイム検索、動画検索、自然言語検索                 | 2010年8月12日 |
| 19 | 世界最大！百科事典「ウィキペディア」の秘密     | Wiki、ビューロクラット、集合知                           | 2010年8月19日 |
| 20 | タダでテレビ会議ができるわけ                   | インターネット電話、P2P、ユニファイド・メッセージング    | 2010年8月26日 |
| 21 | 話題沸騰！電子ブックの衝撃                     | 電子ペーパー、書籍アプリ、著作権データベース             | 2010年9月2日  |
| 22 | 1クリックの値段とは？ネット広告の秘密          | 検索連動型広告、位置連動型広告、フリーミアム             | 2010年9月9日  |
| 23 | ITでもエコ活動はできるの？                     | 仮想化技術、スマートグリッド、ウォーターソリューション   | 2010年9月16日 |
| 24 | 明日を変える！新規ネットビジネス               | デジタルシネマ、モバイルWiFiルーター、ライフログ         | 2010年9月23日 |

### ITホワイトボックス（第3シリーズ）
| #  | テーマ | キーワード                                                                                              | 放送日        |
| -- | --- | --- | ------------- |
| 1  | 新機種続々！スマートフォンの違いとは?                                                                         | オープンソースOS、サンドボックスモデル、ポストPC                                                        | 2011年4月3日  |
| 2  | SIMロック解除で何が変わるのか?                                                                                | SIMカード、SIMロック解除、LTE                                                                           | 2011年4月10日 |
| 3  | なぜハマる？新ゲームビジネスの秘密                                                                            | バイラルループ、SDK、アジャイル開発                                                                     | 2011年4月17日 |
| 4  | 世界を席捲!? スマートフォンの戦略に迫る                                                                       | オープンソースOS、ポストPC、検索連動型広告                                                              | 2011年4月24日 |
| 5  | コンビニに“必ずほしいものがある”理由とは？                                                                    | POSシステム、マルチメディアキオスク、データマイニング                                                   | 2011年5月1日  |
| 6  | より速く より便利に ネットショッピング最新事情                                                                | フリーロケーション、ソーシャルコマース、ジオメディア                                                    | 2011年5月8日  |
| 7  | ITが導く“みんなの医療”                                                                                        | 電子カルテ、コンティニュア、集合知（医療）                                                              | 2011年5月15日 |
| 8  | ITで小売りビジネスはどう変わっていくのか？                                                                    | | 2011年5月22日 |
| 9  | 身近なところで活躍中！クラウド最新事情                                                                        | ネットストレージ、企業向けSNS、ミラーサイト                                                             | 2011年6月5日  |
| 10 | スパコンはどうして必要なの？ ～次世代スパコンを開発せよ！～                                                   | シミュレーション、GPU、ゼタスケール                                                                     | 2011年6月12日 |
| 11 | もうキーボード (コンピュータ)はいらない!? ～インターフェースの進化～                                          | ジェスチャー操作、触覚フィードバック、実世界インター                                                    | 2011年6月19日 |
| 12 | マウス (コンピュータ)とディスプレーが消える!? ～石井裕(MITメディアラボ副所長)が創造するコンピューターの未来～ | MITメディアラボ、タンジブル・ユーザー・インターフェース、エナジーハーベスティング、網膜走査ディスプレイ | 2011年6月26日 |
| 13 | テレビ×ネットで何が変わるのか？                                                                               | スマートテレビ、ハイブリッドキャスト、ターゲットメディア                                                | 2011年7月3日  |
| 14 | 世界を席捲する!巨大SNSの衝撃                                                                                  | 実名SNS、いいね!ボタン、ターゲット広告                                                                  | 2011年7月10日 |
| 15 | ブレイク直前!電子書籍普及へのカギとは?                                                                        | EPUB、フェアユース、ソーシャルリーディング                                                              | 2011年7月17日 |
| 16 | 拡大するソーシャルな世界!SNSが描く戦略とは?                                                                   | | 2011年7月24日 |
| 17 | 金融を変えた!超高速＆自動化システム                                                                           | メインフレーム、アルゴリズム取引、インメモリデータベース                                                | 2011年8月7日  |
| 18 | ネットにつながる!?進化する自動車技術                                                                          | ECU、IOT、プローブカー                                                                                  | 2011年8月14日 |
| 19 | 災害発生!その時 ITは何ができるのか?                                                                           | パーソンファインダー、ディザスタリカバリ、マッチングギフト                                              | 2011年8月21日 |
| 20 | 競争激化! クラウド新時代                                                                                      | | 2011年8月28日 |
| 21 | 震災時 私たちはITで何ができるのか?                                                                            | マッシュアップ、つぶやきまとめサイト、クラウドソーシング                                                | 2011年9月4日  |
| 22 | ITで“学び”が変わる!?                                                                                          | 電子黒板、eラーニング、オープンエデュケーション                                                         | 2011年9月11日 |
| 23 | 情報はどこまで守られる？ネットセキュリティー最前線                                                            | クラウドセキュリティー、CAPTCHA、DPI                                                                    | 2011年9月18日 |
| 24 | これがネットサービスのトレンドだ!!                                                                            | パーソナルクラウド、ジオメディア                                                                        | 2011年9月25日 |

## スタッフ
- テーマ曲:内池秀和
- CG制作:下山奈穂
- 音響効果:井田栄司
- ディレクター:塚本雅康、田中富士雄
- プロデューサー:友房克文
- 制作統括:北野和宏、神部恭久
- 制作協力:クリエイティブネクサス
- 制作:NHKエデュケーショナル
- 制作著作:NHK

## 書籍
- NHK ITホワイトボックス 世界一やさしいネット力養成講座 「ネットに弱い」が治る本（2009年9月29日発行）
- NHK ITホワイトボックス 世界一やさしいネット力養成講座 「パソコンとケータイに弱い」が治る本（2009年12月18日発行）
- NHK ITホワイトボックス2 世界一やさしいネット力養成講座 「デジタルに弱い」が治る本（2010年10月6日発行）
- NHK ITホワイトボックス2 世界一やさしいネット力養成講座 「ITサービスの使い方に弱い」が治る本（2010年12月16日発行）
- NHK ITホワイトボックス 世界一やさしいネット力養成講座 パソコンとケータイ 頭のいい人たちが考えたすごい!「仕組み」（2011年9月30日発行）

いずれも講談社